# 수실로 밤방 유도요노
수실로 밤방 유도요노(인도네시아어: Susilo Bambang Yudhoyono, 문화어: 쑤씰로 밤방 유도요노, 1949년 9월 9일 ~ )는 전 인도네시아 육군 장성으로, 인도네시아의 제6대 대통령이다.
2004년 10월 20일 인도네시아 역사상 첫 대통령 직접 선거에서 메가와티 수카르노푸트리를 누르고 대통령에 당선되었다. 인도네시아에서는 이니셜인 "SBY"로도 알려져 있다. 2004년 10월 20일 부통령 유숩 칼라(Jusuf Kalla)와 함께 취임 선서를 했으며, 2009년 10월 20일에는 러닝 메이트 부디오노(Boediono)와 함께 다시 대통령 선거에 출마해 과반수 득표로 대통령에 재선되었다. 2014년 10월 20일 임기 종료와 함께 퇴임했다.

## 역대 선거 결과
| 선거명      | 직책명              | 대수 | 정당   | 득표율 | 득표수       | 결과 | 당락 |
| ----------- | ------------------- | ---- | ------ | ------ | ------------ | ---- | ---- |
| 2004년 선거 | 인도네시아의 대통령 | 6대  | 민주당 | 60.62% | 69,266,350표 | 1위  |      |
| 2009년 선거 | 인도네시아의 대통령 | 6대  | 민주당 | 60.80% | 73,874,562표 | 1위  |      |